# La Diagonela
La Diagonela ist ein Langlauf-Langdistanzrennen in klassischer Technik, welches 2014 ins Leben gerufen wurde. Das Rennen hat den Start in Pontresina und das Ziel in Zuoz im Oberengadin in der Schweiz.

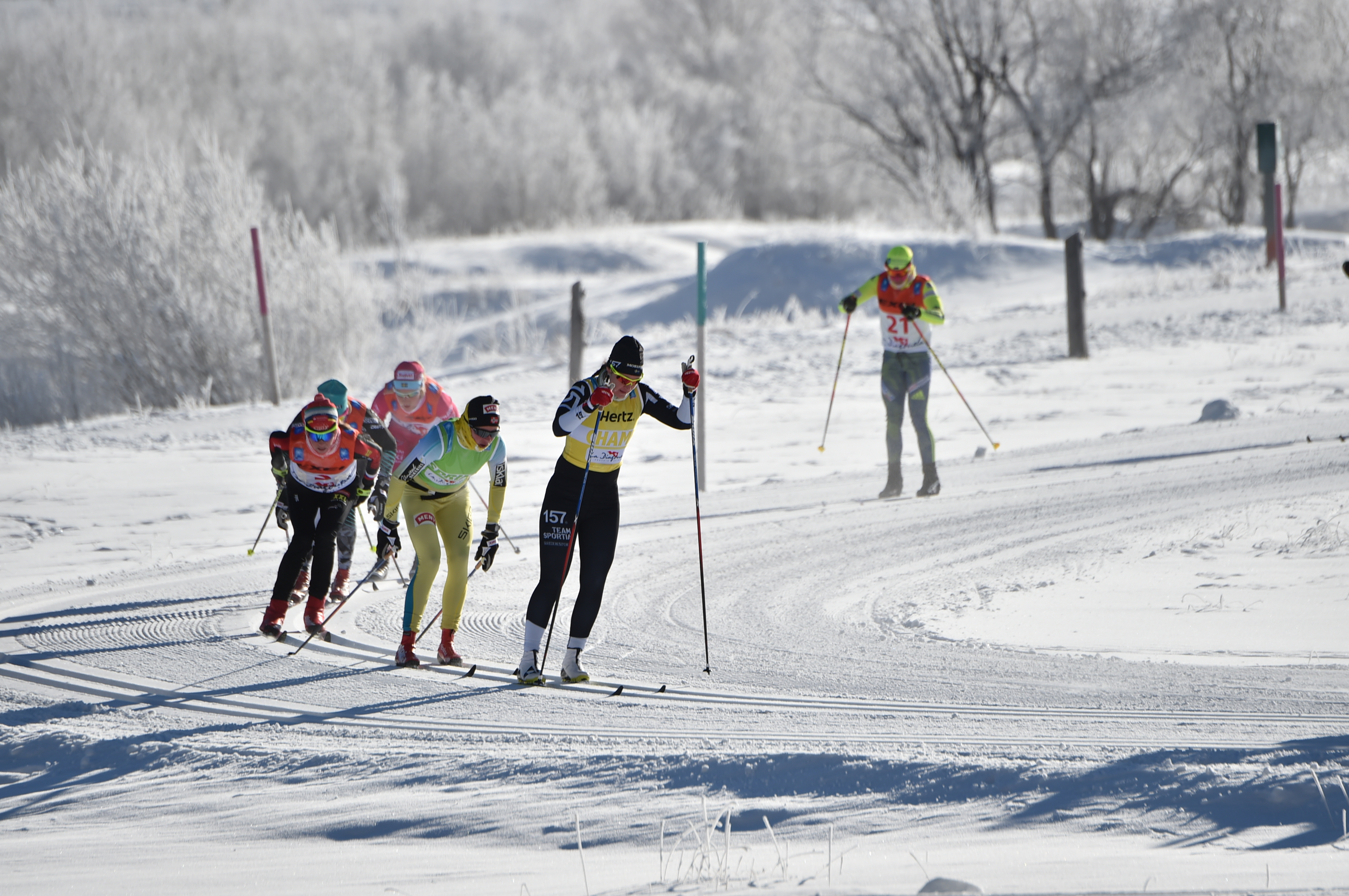
Klassisches Rennen bei Engadin

Der Wettlauf markierte 2014 den Auftakt der Wettkampfserie von Ski Classics und führte in zwei Schleifen über 50 km in einer Höhenlage zwischen 1654 und 1730 m. ü. M. Ursprünglich war die erste Auflage des Rennens für das Jahr 2015 angedacht. Doch nachdem der Isergebirgslauf in Tschechien 2014 aufgrund Schneemangels abgesagt werden musste, fragten die Organisatoren von Ski Classics beim Organisationskomitee von La Diagonela an, ob der Lauf nicht kurzfristig als Ersatz für den Isergebirgslauf durchgeführt werden könnte. Der Wettkampf wurde in weniger als 7 Tagen organisiert und war zunächst nur für Profiläufer vorgesehen, wurde aber auch für Amateure geöffnet.

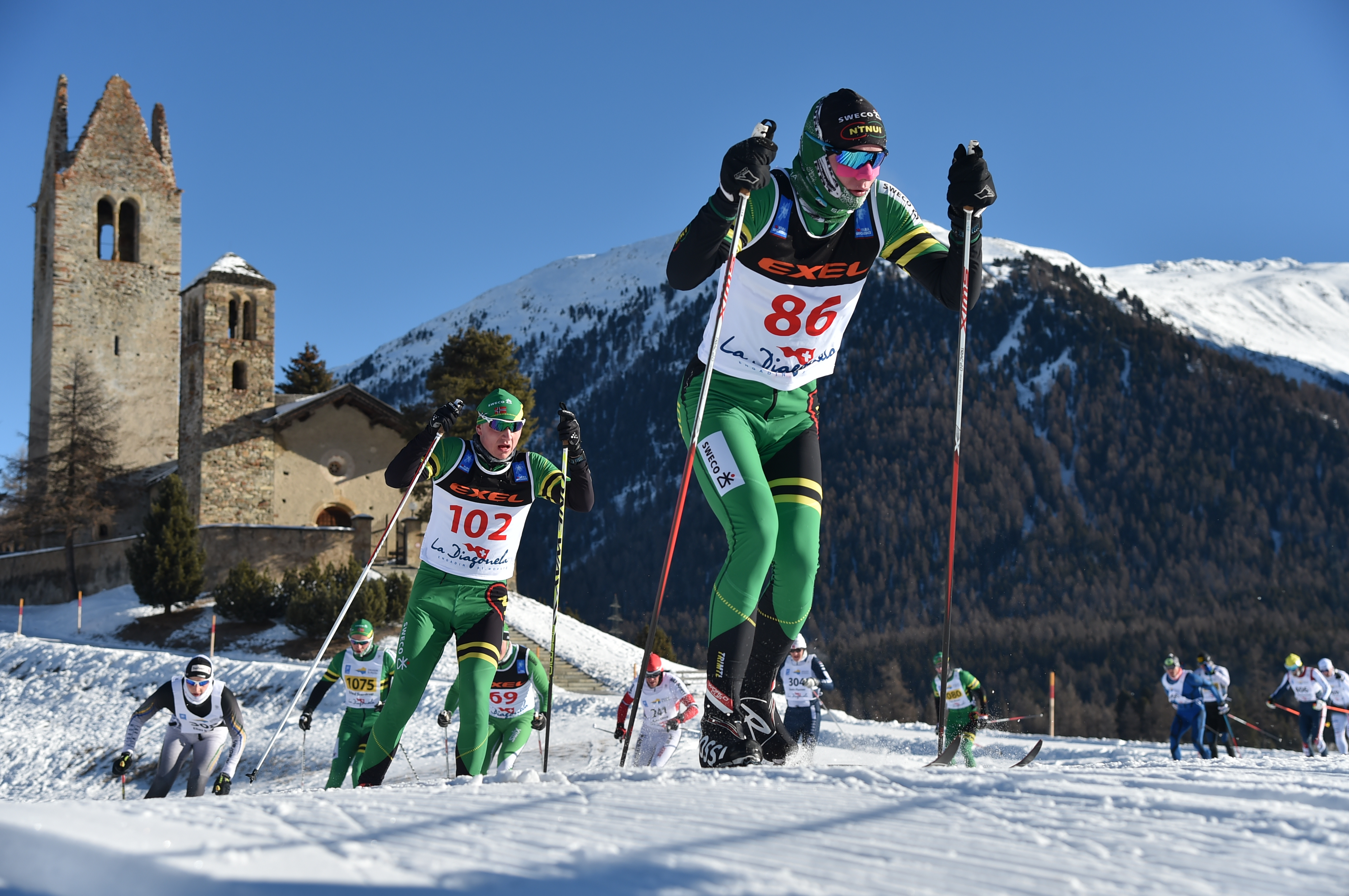
Langläufer vor der Kirche San Gian

Bei dem ersten Rennen am 12. Januar 2014 siegte bei den Frauen Seraina Boner und bei den Männern Rikard Tynell.
Für das Jahr 2015 sollte der Lauf zum 17. Januar mit Strecken über 65 und 35 km organisiert werden. Aufgrund mangelhafter Schneeverhältnisse musste der Hauptlauf auf 43 km gekürzt werden. Das Rennen wurde auf einem 15-km-Rundkurs ausgetragen, von dem in der dritten Runde die letzten drei Kilometer zum Zielort Zuoz abzweigten. Im Wettkampf verpasste der sicher führende Bill Impola diese Abzweigung. Es siegte bei den Männern Øystein Pettersen und bei den Frauen Masako Ishida.
2016 konnte der Lauf über 55 km ausgetragen werden. Es siegten in diesem Rennen Petter Eliassen und Britta Johansson Norgren.
2017 stand wieder ein schneearmer Winter an, wodurch die La Diagonela auf 50 km gekürzt werden musste. Es siegte dabei Ilya Chernousov und Kateřina Smutná. Neben der La Diagonela und der La Pachifica wurde neu die La Cuorta ins Leben gerufen, ein 11 km langes Klassischrennen, welches Familien und Langlaufneulinge an die klassische Technik führen soll.
2018 konnte erstmals in der Geschichte die Originalstrecke von 65 km bestritten werden. Dabei fuhren die Läufer bis nach St. Moritz und wieder zurück nach Zuoz. Gewinnen konnte dieses Rennen Tord Asle Gjerdalen und Britta Johansson Norgren.
2021 durften wegen der COVID-19-Pandemie nur Profis am Rennen teilnehmen. Es wurde auf Grund einer Lawinengefahr eine Strecke von 60 km bestritten.
2022 startete La Diagonela erstmals ab Pontresina. Diese Veränderung verkürzte die Strecke auf neu 55 km.
Im 2023 feierte La Diagonela das 10-Jahr-Jubiläum. Auf Grund Schneemangels musste die Strecke auf 48 km verkürzt werden.

## Sieger
| Jahr | Männer              | Frauen                       |
| ---- | ------------------- | ---------------------------- |
| 2014 | Rikard Tynell       | Seraina Boner                |
| 2015 | Øystein Pettersen   | Masako Ishida                |
| 2016 | Petter Eliassen     | Britta Johansson Norgren     |
| 2017 | Ilja Tschernoussow  | Kateřina Smutná              |
| 2018 | Tord Asle Gjerdalen | Britta Johansson Norgren -2- |
| 2019 | Andreas Nygaard     | Kateřina Smutná -2-          |
| 2020 | Chris Jespersen     | Astrid Øyre Slind            |
| 2021 | Oskar Kardin        | Jenny Larsson                |
| 2022 | Kasper Stadaas      | Ida Dahl                     |
| 2023 | Emil Persson        | Astrid Øyre Slind -2-        |
| 2024 | Kasper Stadaas -2-  | Magni Smedås                 |
| 2025 | Amund Riege         | Silje Øyre Slind             |